# Пероксодисульфат натрия
Пероксодисульфат натрия — неорганическое соединение,
соль натрия и пероксодисерной кислоты 
с формулой Na2S2O8,
бесцветные кристаллы,
растворяется в воде.

## Получение
- Обменная реакция едкого натра и пероксодисульфата аммония:

{\displaystyle {\mathsf {(NH_{4})_{2}S_{2}O_{8}+2NaOH\ {\xrightarrow {}}\ Na_{2}S_{2}O_{8}+2NH_{3}\uparrow +2H_{2}O}}}

## Физические свойства
Пероксодисульфат натрия образует бесцветные кристаллы
триклинной сингонии,
пространственная группа P 1,
параметры ячейки a = 0,478 нм, b = 0,5575 нм, c = 0,6091 нм, α = 101,871°, β = 103,337°, γ = 97,418°, Z = 1 .
Растворяется в воде.

## Применение
- Отбеливание тканей.
- Окислитель в аналитической химии.
- Получение перекиси водорода взаимодействием с водой.